# Grêmio Esportivo Brazlândia
Grêmio Esportivo Brazlândia, mais conhecido como Brazlândia ou Grêmio Brazlândia e cujo acrônimo oficial é GEB, é uma agremiação esportiva brasileira, sediada em Brazlândia, no Distrito Federal. Manda seus jogos no Estádio Chapadinha, com capacidade para 3.000 torcedores. Até 2018 se chamava Sociedade Esportiva Brazlândia.

## História
O Brazlândia foi fundada em 5 de junho de 1995 por um grupo de amigos que queria trazer o futebol profissional para Brazlândia. O clube se filiou a Federação Metropolitana de Futebol no dia 2 de fevereiro de 1996. A primeira partida oficial da equipe foi uma vitória por 2x1 contra o Brasília no Mané Garrincha no dia 8 de março de 1996.
O primeiro título do Brazlândia aconteceu em 2007, quando a equipe foi campeã da Segunda Divisão de 2007, com vitória em cima do Legião pro 4x2. Em 2011 a equipe conquista o bicampeonato.
Em 2018, um grupo de empresários comprou a Sociedade Esportiva Brazlândia e transformou em Grêmio Esportivo Brazlândia.

## Símbolos

### Uniforme
O uniforme do Brazlândia foi desenhado pelo artista plástico Francisco Galeno. O desenho da camisa, com vários triângulos, é uma homenagem a calçada do lago Veredinha, ponto turístico de Brazlândia.

### Mascote
O mascote da equipe é uma garça, por ser um animal frequentemente visto no lago Veredinha. Foi adotado logo na fundação do clube, em 1995 e permanece até hoje.

## Títulos
| METROPOLITANOS                      | METROPOLITANOS | METROPOLITANOS | METROPOLITANOS |
| Competição                          | Títulos        | Temporadas     |                |
| ----------------------------------- | -------------- | -------------- | -------------- |
| Campeonato Brasiliense - 2ª Divisão | 2              | 2007 e 2011    |                |